# Sucha Rzeczka
Sucha Rzeczka is een dorp in de Poolse woiwodschap Podlachië. De plaats maakt deel uit van de gemeente Płaska.